# Едит Пиаф
Едѝт Пиа̀ф (на френски: Édith Piaf), родена като Едит Джована Гасион (Édith Giovanna Gassion), е известна френска поп певица, представителка на френския шансон, смятана за символ на Франция.
Тя е майстор на баладата. Нейната музика е отражение на трагичния ѝ живот. Най-известните ѝ песни са „La vie en rose“ (1946), „Milord“ (1959), „Non, je ne regrette rien“ (1960). Едит Пиаф е една от най-великите певици на Франция. Животът ѝ е изпълнен с контрасти и странности – световна слава, лични нещастия, малка и крехка фигура, но мощен и характерен глас.

## Ранни години
Съществуват множество публикувани изследвания върху живота на Едит Пиаф, но въпреки това за нея не се знае много. Родена е на 19 декември 1915 година под името Едит Джована Гасион в квартал Белвил, намиращ се в Парижкия 20-и арондисман. Според една от легендите е родена на тротоара на ул. „Белвил“ №72. В акта ѝ за раждане като месторождение е посочена болницата Тенон в 20-и арондисман.
Дадено ѝ е името Едит в памет на британката Едит Кавъл. Кавъл е медицинска сестра, екзекутирана заради помощта, която оказва на съглашенски войници в Белгия по време на Първата световна война. Прозвището Пиаф получава от думата за врабче (piaf), която се използва в Париж и околностите.
Майката на Едит, Анета Джована Мейар (1895 – 1945), е улична певица. Тя е със смесен френско-италиански произход по бащина линия, а нейна майка е берберка от алжирски произход. Майката на Едит е родена в Ливорно, Италия и е пяла в кафенета под псевдонима Лине Марса. Бащата на Едит, Луи-Алфонс Гасион (1881 – 1944), е уличен акробат от Нормандия, с изяви в театъра.
Родителите на Едит скоро я изоставят и тя живее за кратко при своята баба по бащина линия Ема Саид бен Мохамед (1876 – 1930). Преди да постъпи във френската армия през 1916 година, Луи-Алфонс Гасион я завежда при майка си, която държи публичен дом в Нормандия. Там за малката Едит се грижат проститутки.
От 3- до 7-годишна възраст Едит е болна от кератит и е сляпа. Според една от биографиите, тя си възвръща зрението, след като няколко от проститутките на работа при баба ѝ събират пари и я изпращат на поклонение при Sainte Thérèse de Lisieux. Според суеверието, Едит се изцерява от болестта чудодейно.
През 1929 година, когато е на 14 години, Едит започва да обикаля Франция с баща си, който изнася акробатични представления. Това дава възможност на Едит да пее за първи път пред публика. По-късно тя се настанява в стая в Grand Hôtel de Clermont (18 rue Veron в 18-и арондисман на Париж) и се отделя от баща си. Започва да пее самостоятелно като улична певица в Пигал, Менилмонтан и парижките предградия.
Тя става близка със Симон Берто („Момон“) и двете дълги години са неразделни. Влюбва се в разносвача Луи Дюпон, когато е на около 16 години. На 17 години става майка. Дъщеря им Марсел умира от менингит на 2 години. Подобно на своята майка, Пиаф изпитва трудности при съвместяването на родителските грижи с живота на уличен артист. Затова тя често не взима Марсел със себе си, а вместо това за нея се грижи Дюпон.
По-късно Едит започва връзка със сводника Албер, който взема процент от печалбата ѝ. Една от приятелките на Едит, Надя, се самоубива, когато се сблъсква с идеята да стане проститутка. Албер едва не застрелва Едит, когато тя слага край на връзката им, като реакция за смъртта на Надя.

## Музикална кариера
През 1935 година Louis Leplée, собственикът на нощния клуб „Le Gerny“, открива Пиаф в района „Пигал“. „Le Gerny“ се намира на Шанз-Елизе и се посещава, както от горните, така и от долните социални класи. Льопле я убеждава да пее, въпреки нейните притеснения и ѝ дава прозвището Момичето Врабче (La Môme Piaf) заради дребния ѝ ръст – едва 1,42 m. Това име ѝ остава за цял живот.
Льопле я учи на основните принципи на сценичното поведение и настоява тя да облече черна рокля, която става запазена марка при изпълненията ѝ. Льопле влага големи усилия да ѝ осигури максимална публичност и на дебютната ѝ вечер пристигат много знаменитости, сред които актьорът Морис Шьовалие. Представленията в нощния клуб водят до записването на две нейни песни през същата година. Една от тях е написана от Маргерит Моно, с която Пиаф си сътрудничи през целия си живот.
На 6 април 1936 година Льопле е убит. Едит Пиаф е разпитана и обвинена като съучастник в убийството, но е призната за невинна. Льопле е убит от гангстери, които в миналото са свързани с Пиаф. Медиите се настройват срещу нея и кариерата ѝ е заплашена от провал. За да възстанови образа си, тя наема Реймонд Асо, с когото после има връзка. Той променя името ѝ на Едит Пиаф, забранява на нежелани хора да се срещат с нея и възлага на Моно да пише песни, които отразяват или намекват за някогашния живот на Пиаф по улиците.
През 1940 година Едит получава роля в пиесата Le Bel Indifférent на Жан Кокто. Започва да се сприятелява с изтъкнати личности, включително Шьовалие и поета Jacques Borgeat. Пише текстовете за много от песните си и сътрудничи с композитори върху мелодиите. През 1944 година открива Ив Монтан в Париж. Тя го включва в представленията си и му става ментор и любовница. За по-малко от година става една от най-известните певици във Франция. Когато Монтан става известен почти колкото нея, тя прекратява връзката си с него.
По това време към нея има голямо внимание и тя жъне големи успехи в Париж, като най-популярния френски артист. След войната тя става известна в чужбина и прави турнета в Европа, САЩ и Южна Америка. През 1950 година дава възможност на Атауалпа Юпанки да пее с нея на сцената в Париж. По-късно той става една от звездите на аржентинския фолклор. Пиаф помага също и за кариерата на Шарл Азнавур в началото на 50-те години на ХХ век, когато го взема на турне във Франция и САЩ, и записва някои от неговите песни. Отначало има малък успех с американците, които я смятат за прекалено унила. След възторжен отзив от виден нюйоркски критик, нейната популярност започва да расте и тя дори се появява в Шоуто на Ед Съливан (8 пъти) и в Карнеги хол (1956, 1957). Една от най-известните ѝ песни, La vie en rose, е написана през 1945 година. През 1998 година е удостоена с място в Залата на славата на наградите „Грами“.
Известната концертна зала (мюзикхол) „Олимпия“ на Bruno Coquatrix е мястото, където Пиаф се прославя най-много. Тя изнася няколко спектакъла в престижната зала между януари 1955 и октомври 1962 година. Откъси от 5 нейни концерта там (през 1955, ’56, ’58, ’61 и ’62) са издадени на грамофонни плочи. Тя обещава да изпълни концерти през 1961 година, за да предпази „Олимпия“ от банкрут. Там тя представя за първи път песента Non, je ne regrette rien. През април 1963 година записва последната си песен – L'homme de Berlin.

## Смърт и наследство
Едит Пиаф умира от рак на черния дроб на 47 години във вилата си в Plascassier на Френската ривиера на 10 октомври 1963 година. Нейните последни думи са: „Плащаш си за всяко проклето глупаво нещо, което си направил в живота си“. Тялото ѝ е положено в гробището Пер Лашез в Париж, до дъщеря ѝ Марсел. Въпреки че е отказано погребение от римокатолическия архиепископ поради начина ѝ на живот, погребалното шествие привлича десетки хиляди опечалени по улиците на Париж, а на церемонията на гробището е посетена от повече от 100 000 поклонници.

## Песни
- Tu Es Partout(1943) („Ти си навсякъде“)
- La Vie en rose(1946) („Животът в розово“)
- Les Trois Cloches(1946) („Трите камбани“)
- Hymne à l'amour(1949) („Химн на любовта“)
- Padam... Padam...(1951) („Падам...падам“)
- Sous le ciel de Paris(1954) („Под небето на Париж“)
- Les Amants d'un jour(1956) („Любовници за един ден“)
- La Foule(1957), („Тълпата“)
- Milord(1959), („Милорд“)
- Non, je ne regrette rien (1960) (текст) („Не, не съжалявам за нищо“)

Песента ѝ „Hymne à l'amour“ вдъхновява филма „Toutes ces belles promesses“.